# Eumicrodynerus europaeus
Eumicrodynerus europaeus is een vliesvleugelig insect uit de familie van de plooivleugelwespen (Vespidae). De wetenschappelijke naam van de soort is voor het eerst geldig gepubliceerd in 1942 door Giordani Soika.